# Cape Canaveral (Florida)
Cape Canaveral er en by i Brevard County i delstaten Florida i USA. Byen har et indbyggertal på 9.972 (2020) indbyggere.
Cape Canaveral ligger på nordenden af en sandbanke ved atlanterhavskysten syd for området ved Cape Canaveral på Merritt Island, hvorfra der sker opsendelse af rumfartøjer og satellitter.